# Julián Di Cosmo
Julián Di Cosmo (Aldao, 28 dicembre 1984) è un ex calciatore argentino, di ruolo attaccante.

## Carriera
Inizia la carriera in patria nell'Almirante Brown, formazione militante nella seconda divisione argentina; nell'estate del 2006 va a giocare in Italia, nel Saluzzo, con cui nella stagione 2006-2007 realizza 6 reti in 15 presenze in Serie D. Nell'estate del 2007 passa all'Igea Virtus, formazione siciliana di Serie C2, con la cui maglia nel corso della stagione 2007-2008 realizza 16 reti in 31 presenze nella quarta serie italiana, diventando inoltre capocannoniere del girone C di Serie C2. Nell'estate del 2008 viene quindi acquistato dal Catania, club di Serie A, che per la stagione 2008-2009 lo cede in prestito alla Paganese, formazione di Lega Pro Prima Divisione, campionato in cui Di Cosmo realizza 2 reti in 16 apparizioni fino al gennaio del 2009, data in cui Paganese e Catania interrompono il prestito; l'attaccante argentino termina così la stagione con l'Andria BAT, club pugliese di Lega Pro Prima Divisione, con cui gioca 12 partite senza mai segnare.
Nell'estate del 2009 torna al Catania, che per la stagione 2009-2010 lo cede in prestito alla Colligiana; con i toscani Di Cosmo segna 2 reti in 13 presenze in Lega Pro Seconda Divisione, fino a che nel dicembre del 2009 il prestito dal Catania viene interrotto; nel gennaio del 2010 l'attaccante viene ceduto a titolo definitivo dai siciliani al The Strongest, club della massima serie boliviana, con cui nel 2010 Di Cosmo realizza 11 reti in 34 presenze.
L'anno seguente milita nell'Angostura, nella massima serie venezuelana; successivamente passa al Melgar, club della massima serie peruviana, competizione in cui nel 2012 realizza 11 reti in 41 presenze. Nel 2013 viene tesserato dall'Oriente Petrolero, club della massima serie boliviana, con cui oltre a giocare una partita in Coppa Sudamericana segna anche 3 gol in 19 presenze nella massima serie boliviana. Nel 2014 torna in Perù per giocare nel Jose Galvez, formazione con la quale segna 3 reti in 14 presenze nella seconda divisione locale; nel medesimo anno passa a stagione in corso al Chaco For Ever, club della terza serie argentina, con il quale segna una rete in complessive 6 presenze.
Dal gennaio al luglio del 2015 ha vestito la maglia del FAS, squadra della massima serie del Guatemala.